# Guus van Hecking Colenbrander
Gustaaf Paul (Guus) van Hecking Colenbrander (Soerabaja, 7 november 1887 - Zeist, 13 maart 1945) was een Nederlands voetbalspeler. De verdediger speelde bij Velocitas Breda. Hij kwam 1 keer uit voor het Nederlands elftal, in de met 4-1 gewonnen vriendschappelijke wedstrijd tegen Frankrijk op 10 mei 1908 te Rotterdam.

## Persoonlijk
Guus van Hecking Colenbrander is op 7 november 1887 in Soerabaja geboren als zoon van Johan Hendrik van Hecking Colenbrander (1858-1893) en Caroline Christine Peltzer (1863-1925). Hij trouwde in 1926 met Jacoba Johanna van der Meen (1901-1966), uit welk huwelijk een zoon werd geboren.